# Тиран (Иран)
Тира́н (перс. تیران‎) — город в центральном Иране, в провинции Исфахан. Административный центр шахрестана Тиран-и-Карван.

## География
Город находится на юго-западной части Исфахана, в долине реки Мургаб, на высоте 1799 метров над уровнем моря.
Тиран расположен на расстоянии, приблизительно, 40 километров к западу от Исфахана, административного центра провинции и на расстоянии 325 километров к югу от Тегерана, столицы страны. Ближайший гражданский аэропорт расположен в городе Зерриншехр.

## Население
По данным переписи, на 2006 год население составляло 15 673 человек.